# U30C型柴油机车
U30C型柴油机车是美国通用电气公司于1966年推出的一款柴油机车。这款机车是在U28C型柴油机车基础上发展而来的六轴柴油机车，其主要竞争对象是易安迪的SD40、SD40-2型柴油机车，以及美国机车公司的世纪630型柴油机车。型号当中的“U”代表“通用”系列、“30”代表单节功率为3000马力、“C”代表机车轴式为Co-Co。同级的后继产品为“Dash 7”系列的C30-7型柴油机车。
U30C型柴油机车采用底架承载的单司机室外走廊式车体结构。根据布置在冷却室两侧的空气滤清器的结构类型，U30C型柴油机车还可以分为第一期和第二期，早期生产的第一期机车均安装油浴式空气过滤器；从1968年起的第二期机车的下部散热器进风口改用纸质滤清器，而上部散热器进风口则仍然使用油浴式过滤器。机车走行部为两台FB3型浮动摇枕式三轴转向架。机车装用一台16气缸、四冲程、涡轮增压的FDL16型中速柴油机，额定功率为3000马力。传动系统采用交—直流电传动，柴油机直接驱动一台GTA-11型三相交流同步发电机，发出的三相交流电经硅二极管整流器整流为直流电后，供给六台并联的GE-752型串励直流牵引电动机。
U30C型柴油机车于1966年11月投入批量生产，生产一直持续到1976年10月停产为止，通用电气公司共生产了600台U30C型柴油机车，也是整个“通用”系列柴油机车之中销量最佳的车型，共有18家美国的一级铁路公司购置了该型机车，其他用户还包括大型工业企业、美国运输部、墨西哥太平洋铁路等。此外，许多U30C型柴油机车从美国的铁路公司退役后，经过翻新后被转售予墨西哥国家铁路。

## 参看
- U28C型柴油机车
- U33C型柴油机车
- U30B型柴油机车